# گویش فارسی قوچانی
گویش فارسی قوچانی گویشی فارسی است که مردم فارسی‌زبانِ، شهرستان قوچان و شهرستان فاروج، به آن سخن می‌گویند. ریشه این گویش فارسی خراسانی است. با این همه وام‌واژه های بسیاری از زبان‌های کردی کرمانجی و ترکی خراسانی در گویش قوچانی دیده می‌شود. گویش قوچانی به گویش مردم فارسی‌زبان بجنورد و گویش نیشابوری و کاشمری نزدیکی دارد.

## برخی واژگان
- خُش: مادرزن
- خُسور: پدرزن
- برار: برادر
- حُولی: خانه، حیاط
- وخه: پاشو
- دلنگون: آویزان
- تُمون: تنبان
- نَلی: تشک
- مِخت: میخ (در دیگر مناطق خراسان مِخ است)
- مَندو: میان
- اُوسَنَه: داستان، افسانه
- چُخت: سقف، محل زندگی پرنده
- دولَخت: گرد و خاک
- مَیجیری: صندوقچه
- قنجیر: چروک، فرورفته
- تریخ: راست، صاف
- خِلطه: گونی
- قبرقه: قفسه سینه
- زِلَه: لاغر، درمانده
- نَشُو: نشسته
- کُخ: کرم، حشرات
- تیار: درست، آماده
- یانسَر: لجباز
- پِشینگ: پاشیده شدن مایعات
- لُر: آب دهان
- اُکچَه: آروغ
- چِنَق: چانه
- میس: مس
- دُوری: بشقاب
- مَندَه: خسته
- وَمَندَ: وامانده
- پوفلَه: تاول
- خوردی: کوچک
- آنُخ: کاکوتی
- لَتَه: پارچه
- کَلپَسَه: مارمولک
- سُلاخ: سوراخ
- بی: علامت تعجب
- زِر: زیر
- بید: بود